# Resende (Rio de Janeiro)
Resende è un comune del Brasile nello Stato di Rio de Janeiro, parte della mesoregione del Sul Fluminense e della microregione della Vale do Paraíba Fluminense.

## Geografia
Il clima di Resende è tropicale di altitudine, con temperatura media annuale di 26 °C. Le maggiori precipitazioni sono nel periodo che va da novembre a marzo.

## Economia
Tra le città storiche del Brasile Coloniale, è anche il municipio più antico della regione e sorge lungo la Via Dutra, l'autostrada che collega Rio de Janeiro a San Paolo.
Resende è un importante polo industriale del settore automobilistico, con uno stabilimento Volkswagen, uno del gruppo PSA Peugeot Citroën ed uno stabilimento Nissan, del settore siderurgico, nonché chimico-farmaceutico (Novartis). È inoltre sede della Fábrica de Combustível Nuclear, l'unica in Brasile in grado di effettuare l'arricchimento dell'uranio.
Resende è inoltre sede di un'importante Accademia Militare dell'esercito brasiliano chiamata "Academia Militar das Agulhas Negras" (AMAN).
Nelle sue vicinanze sorge una attrazione turistica che presenta caratteristiche curiose, Penedo.